# Leptogaster murina
Leptogaster murina là một loài ruồi trong họ Asilidae. Leptogaster murina được Loew miêu tả năm 1862. Loài này phân bố ở vùng Tân Bắc giới.